# Мийо, Клод Франсуа Ксавье

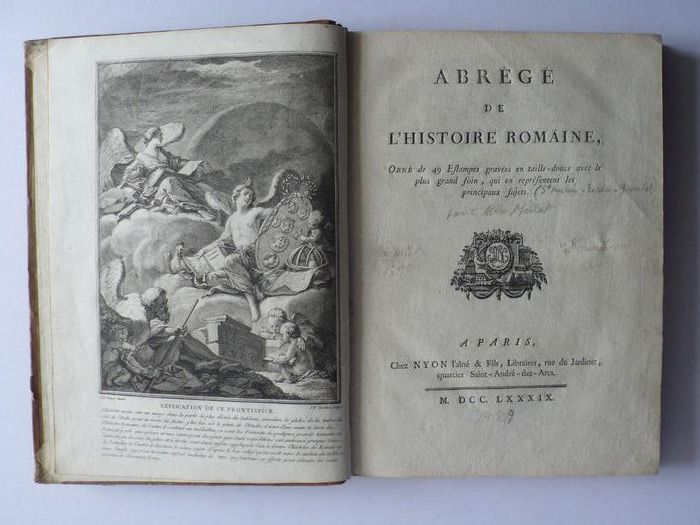
Книга, посвящённая римской истории Клода Франсуа Ксавье Мийо «Abrégé de l 'Histoire Romaine». 1789

Клод Франсуа Ксавье Мийо (фр. Claude-François-Xavier Millot; 5 марта 1726, Орнанc, департамент Ду, Бургундия — Франш-Конте — 20 марта 1785, Париж) — французский церковный деятель, аббат, историк, педагог, член Французской академии (Кресло № 5, 1777—1785).

## Биография
Учился в школе иезуитов и после периода новициата был принят в Общество Иисуса. Позже, учительствовал в нескольких духовных школах, в том числе также в Лионе, где преподавал риторику и красноречие.
В 1757 году Мийо опубликовал работу с восхвалением Монтескье, после чего был исключён из ордена и стал членом светского духовенства.
Став великим викарием Архиепархии Лиона, Мийо издал ряд исследований и работ по истории Франции и Англии, истории литературы. В 1768 году получил кафедру истории в дворянском колледже (collège de la Noblesse), основанном в Парме маркизом Фелино.
С 1777 года при поддержке Д’Аламбера стал членом Французской академии. Был одним из двух духовных лиц, присутствовавших на торжественном заседании, на котором Академию посетил Вольтер. Член Лионской академии художеств.
С 1778 года был наставником в семье герцога Луи Антуана Энгиенскогою
Архиепископ Лиона Антуан де Мальвен де Монтазе (1713—1788), пригласил его в Лион и назначил своим наместником.

## Избранные труды
- Éléments de l’histoire de France, depuis Clovis jusqu'à Louis XV (1767—1769)
- Élémens de l’histoire d’Angleterre, depuis son origine sous les Romains, jusqu’au regne de George II. Paris, Durand, 1769. Trois volumes in-12, t. I : [3 (faux-titre, mention d'éditeur, titre)], [1 bl.], LI, [1 bl. (introduction, table)], 454, [3 (approbation, privilège, errata)], [3 bl.], [1 (suite du privilège)], [1 bl.] p., t. II : [3 (faux-titre, mention d'éditeur, titre)], [1 bl.], XII, 480, [1 (errata)], [1 bl.] p., t. III : [1 (faux-titre)], [1 bl.], [1 (titre)], [1 bl.], XII, 352, [1 (errata)], [1 bl.] p.
- Éléments d’histoire générale ancienne et moderne (1772—1783)
- Histoire littéraire des Troubadours (1774)
- Mémoires politiques et militaires pour servir à l’histoire de Louis XIV et de Louis XV (1777)